# Tulipe
Tulipe es un sitio arqueológico que se encuentra en un valle por el que fluye el río del mismo nombre, en el piedemonte del noroccidente de la provincia de Pichincha, Ecuador. Se trata de un complejo de monumentos que conforman un centro ceremonial, fue construido principalmente por la cultura Yumbo durante el período de integración, sin embargo, dentro del sitio también existen ruinas incas. De entre los varios monumentos destacan las estructuras hundidas conocidas como piscinas, aunque cuenta con estructuras de otros tipos como montículos o terrazas artificiales.
El 24 de marzo de 2007 se inauguró en el lugar el Museo de Sitio de Tulipe, el cual recibe visitantes y a contribuido a darle visibilidad al sitio.

## Nombre
El significado del nombre Tulipe es desconocido pero se tiene varias hipótesis. Podría significar "Río de Guadúas" lo cual hace referencia a la caña guadúa que es muy común en el lugar, "Río de las Tolas" que hace referencia a los montículos conocidos localmente como Tolas, "Río de los Tulipanes" ya que se dice que en el lugar crecían tulipanes o "agua que baja de las tolas" referenciando nuevamente a los montículos.

## Historia

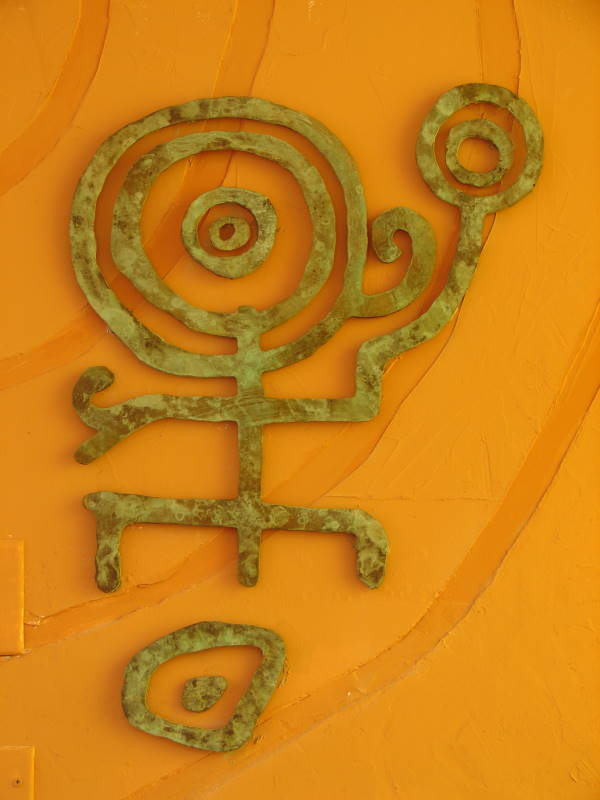
Uno de los petroglifos del Río Chirapi, en la región Yumbo es usado como símbolo del museo de sitio de Tulipe.

Tras la conquista española, el pueblo Yumbo, quienes construyeron el complejo de Tulipe sufrió un desastre demográfico, por lo que la gran mayoría de territorios del país Yumbo fueron abandonados y cubiertos por la densa vegetación del bosque nublado. Sin embargo, a finales del siglo XIX se dio un proceso de re poblamiento del lugar por inmigrantes de la sierra y la costa ecuatoriana. Con la llegada de estos nuevos pobladores se construyeron carreteras y se inició la tala del bosque para dar espacio a la agricultura. Es en este contexto que las estructuras de Tulipe fueron descubiertas.
Entre 1978 y 1979 los antropólogos de la Universidad de Ilinois Frank Salomon y Clark Erickson hicieron una expedición al lugar en la que limpiaron y mapearon las piscinas, además hicieron el reconocimiento de varios montículos artificiales. Entre 2001 y 2004 el Fondo de Salvamento del Patrimonio Cultural FONSAL (hoy día conocido como Instituto Metropolitano de Patrimonio IMP) realizó un extenso proyecto de excavación y restauración del sitio bajo la dirección de Hólguer Jara y su equipo. Finalmente, el 24 de marzo de 2007 se inauguró un museo de sitio, en 2011 el museo fue ganador de la séptima edición del Premio Internacional Reina Sofía de Conservación y Restauración del Patrimonio Cultural.

## Estructuras

### Piscinas

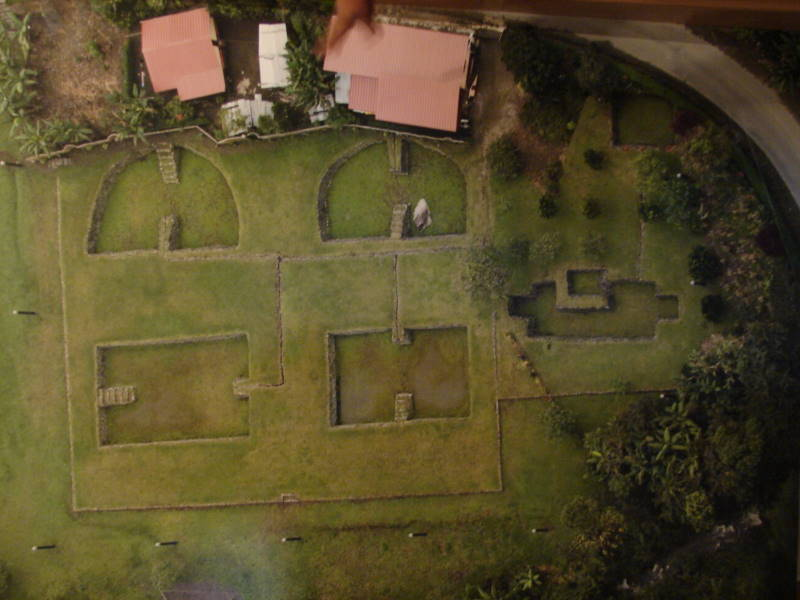
Piscinas de Tulipe

Se han encontrado 7 piscinas en el complejo de Tulipe, 6 de las cuales se encuentran amontonadas en un área central mientras que la otra se encuentra a 500 metros hacia el noroccidente. Los constructores de las piscinas cavaron huecos de una profundidad de 2 metros aproximadamente, hasta llegar a una capa de ceniza que se caracteriza por ser relativamente impermeable, lo cual ayudaría a reducir la pérdida de agua por filtración en el suelo. Después, las paredes de las mismas fueron reforzadas con un muro de piedras de una capa. Para suministrar agua a las piscinas se construyó una red de canales de piedra. 
Se cree que estas piscinas habrían servido para realizar rituales o como observatorio astronómico, ya que las estrellas se reflejarían en el agua contenida en las piscinas.

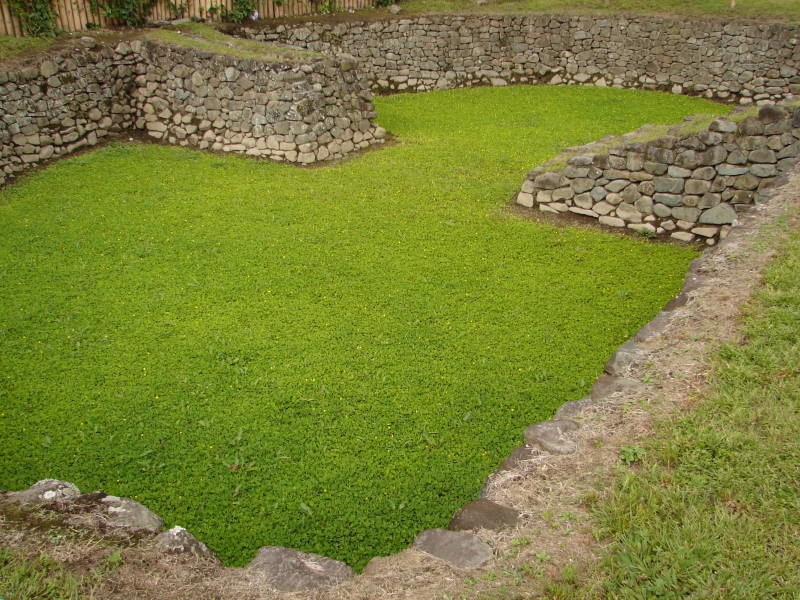
Interior de una piscina

En el área central hay una plataforma cuadrada de 54.50 metros de largo que contiene 4 piscinas, todas estas tienen una escalinata de acceso y justo en el lado opuesto un muro que se proyecta hacia el centro de la piscina por el cual pasa el canal de agua. Las piscinas 1 y 3 son estructuras gemelas en forma de medio círculo, estas son conocidas como "media lunas" y poseen 19 y 18 metros de largo respectivamente. Las piscinas 2 y 4 también son estructuras gemelas y se encuentran justo frente a las piscinas 1 y 3. Estas son rectángulos de 19 por 12 metros y de 18 por 11 metros respectivamente.
La piscina 5 esta justo al oeste de la plataforma cuadrada y tiene una forma abstracta formada por ángulos rectos. Se ha propuesto la hipótesis de que esta forma representa un jaguar.
La piscina 6 está al sur de la 5 y 1.5 metros más elevada. Es relativamente pequeña, midiendo 8 por 6 metros y no tiene escalinata de acceso ni un muro que se proyecte hacia el centro. Se cree que esta era una piscina de sedimentación que el agua pasaba por esta ates de llegar al canal que la distribuía al resto. Tal vez el paso del agua por esta servía como una especie de purificación necesaria para rituales que se realizaban en la otras piscinas.
La última estructura hundida conocida como piscina 8 o piscina de las guadúas está ubicada a 500 metros hacia el noroccidente de las demás piscinas. Está se diferencia ya que es circular y tiene un islote en su centro que se conecta con el exterior a través de un pasillo. Alrededor de este islote hay 5 anillos concéntricos.

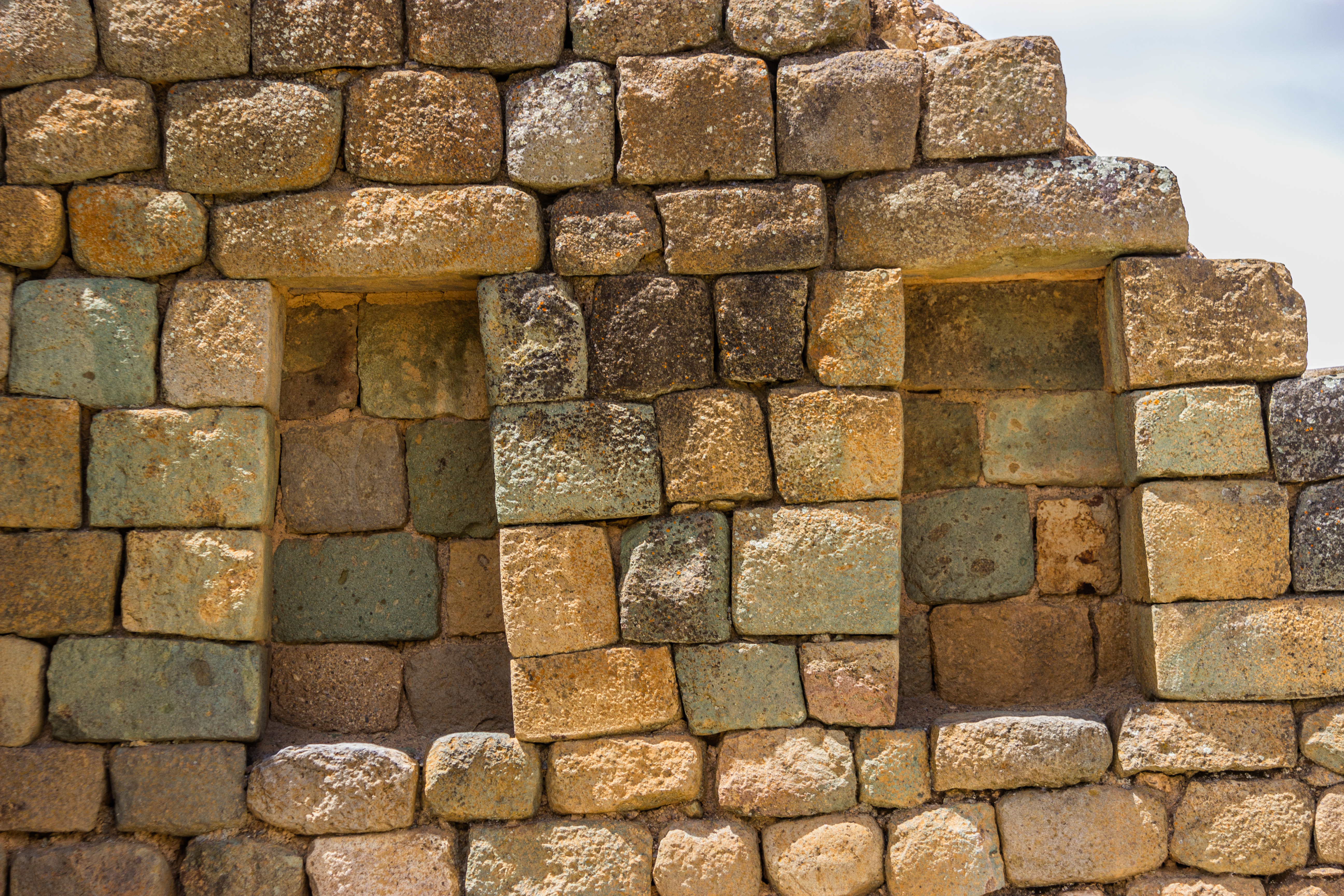
Hornacinas incas en el templo de Ingapirca, Ecuador.

### Baños incaicos
Los baños incaicos, también conocidos como estructura 7 están hacia el sur de las piscinas centrales. Se trata de una pequeña estructura de paredes de piedra de doble capa, esta mide 7,10 por 3,90 metros, y su altura debió ser suficiente para acomodar a una persona de pie. En el interior de la estructura hay dos cámaras separadas por una pared, en cada una de ellas hay una parte más profunda al centro que forma un asiento a su alrededor, por esta razón se los conoce como baños. El suministro de agua proviene a través de agujeros en el muro.
Esta estructura se considera como una construcción inca debido a que en ella hay dos hornacinas, las cuales son un elemento muy típico de la arquitectura incaica. Sin embargo, la técnica de construcción de la mampostería es muy diferente a las técnicas incas, por lo que se cree que habría sido construida por mano de obra local.

### Terrazas
Los andenes o terrazas han sido ampliamente utilizados por las culturas andinas. Una buena parte de las laderas del valle de Tulipe fueron cubiertas con terrazas, sin embargo estas han sido muy dañadas por la actividad ganadera y varias fueron destruidas por la construcción de una carretera. En 2003 se excavaron y restauraron 22 metros de terrazas al sur del complejo de piscinas. Cada terraza tenía alrededor de 2.5 metros de ancho y un muro de contención de piedra de más o menos 90 centímetros de altura, aunque probablemente fueran más altos en el pasado.
Aunque la construcción de andenes normalmente se hace con fines agrícolas, los andenes de Tulipe son demasiado angostos para la agricultura intensiva, por esta razón se cree que habrían sido utilizados para cultivar plantas ornamentales o plantas de importancia para los rituales que se habrían realizado en las piscinas, como podría ser el achiote del que se extrae pintura roja o plantas medicinales.

### Tolas
Tola es el nombre con el que se conoce localmente a los montículos artificiales. En el sitio de Tulipe había 4 de ellas relativamente pequeñas, midiendo alrededor de 10 metros de largo por 4 de ancho. Una tola se hallaba al norte del valle de Tulipe, otra al sur, otra al este y otra al oeste. Las cuatro tolas tenían la configuración de pirámide trunca (es decir, la forma de una pirámide cuya punta ha sido cortada) con 2 rampas que apuntan hacia el valle. Dos de estas tolas han desaparecido hoy en día debido a daño relacionados con la actividad agrícola y a la ganadería.